# Kingman County
Kingman County ist ein County im Bundesstaat Kansas der Vereinigten Staaten. Der Verwaltungssitz (County Seat) ist Kingman. Das U.S. Census Bureau hat bei der Volkszählung 2020 eine Einwohnerzahl von 7470 ermittelt.

## Geographie
Das County liegt im Süden von Kansas, ist etwa 40 km von Oklahoma entfernt und hat eine Fläche von 2245 Quadratkilometern, wovon neun Quadratkilometer Wasserfläche sind. Es grenzt im Uhrzeigersinn an folgende Countys: Reno County, Sedgwick County, Sumner County, Harper County, Barber County und Pratt County.

## Geschichte
Kingman County wurde am 7. März 1872 gebildet. Benannt wurde es nach Samuel A. Kingman, einem Vorsitzenden Richter am Obersten Gerichtshof (Supreme Court) von Kansas.
7 Bauwerke des Countys sind im National Register of Historic Places eingetragen (Stand 30. August 2017).

## Demografische Daten
Nach der Volkszählung im Jahr 2000 lebten im Kingman County 8673 Menschen in 3371 Haushalten und 2.420 Familien im Kingman County. Die Bevölkerungsdichte betrug 4 Einwohner pro Quadratkilometer. Ethnisch betrachtet setzte sich die Bevölkerung zusammen aus 97,45 Prozent Weißen, 0,21 Prozent Afroamerikanern, 0,58 Prozent amerikanischen Ureinwohnern, 0,24 Prozent Asiaten, 0,02 Prozent Bewohnern aus dem pazifischen Inselraum und 0,35 Prozent aus anderen ethnischen Gruppen; 1,15 Prozent stammten von zwei oder mehr Ethnien ab. 1,44 Prozent der Bevölkerung waren spanischer oder lateinamerikanischer Abstammung.
Von den 3371 Haushalten hatten 32,4 Prozent Kinder unter 18 Jahren, die mit ihnen gemeinsam lebten. 61,9 Prozent waren verheiratete, zusammenlebende Paare, 7,1 Prozent waren allein erziehende Mütter und 28,2 Prozent waren keine Familien. 26,0 Prozent aller Haushalte waren Singlehaushalte und in 13,8 Prozent lebten Menschen mit 65 Jahren oder darüber. Die Durchschnittshaushaltsgröße betrug 2,51 und die durchschnittliche Familiengröße betrug 3,03 Personen.
27,4 Prozent der Bevölkerung waren unter 18 Jahre alt. 5,8 Prozent zwischen 18 und 24 Jahre, 24,7 Prozent zwischen 25 und 44 Jahre, 22,5 Prozent zwischen 45 und 64 Jahre und 19,6 Prozent waren 65 Jahre alt oder älter. Das Durchschnittsalter betrug 40 Jahre. Auf 100 weibliche Personen kamen 96,3 männliche Personen. Auf 100 erwachsene Frauen ab 18 Jahren kamen 93,5 Männer.
Das jährliche Durchschnittseinkommen eines Haushalts betrug 37.790 USD, das Durchschnittseinkommen einer Familie betrug 44.547 USD. Männer hatten ein Durchschnittseinkommen von 31.771 USD, Frauen 25.298 USD. Das Prokopfeinkommen betrug 18.533 USD. 8,4 Prozent der Familien und 10,6 Prozent der Bevölkerung lebten unterhalb der Armutsgrenze.

## Orte im County
- Adams
- Alameda
- Basil
- Belmont
- Calista
- Cunningham
- Georgia
- Kingman
- Lansdowne
- Midway
- Mount Vernon
- Murdock
- Nashville
- Norwich
- Orsemus
- Penalosa
- Rago
- Saint Leo
- Skellyville
- Spivey
- Varner
- Waterloo
- Willowdale
- Zenda

Townships
- Allen Township
- Belmont Township
- Bennett Township
- Canton Township
- Chikaskia Township
- Dale Township
- Dresden Township
- Eagle Township
- Eureka Township
- Evan Township
- Galesburg Township
- Hoosier Township
- Kingman Township
- Liberty Township
- Ninnescah Township
- Peters Township
- Richland Township
- Rochester Township
- Rural Township
- Union Township
- Valley Township
- Vinita Township
- White Township